# Чаговець Євгеній В'ячеславович
Євгеній В'ячеславович Чаговець (нар. 24 березня 1998) — український футболіст, захисник білоруського клубу «Гомель».

## Клубна кар'єра
Вихованець харківського «Олімпіка». У 2011 році перейшов до «Шахтаря». Виступав за юнацьку та молодіжні команди «гірників». У сезоні 2017/18 провів два матчі в юнацькій Лізі чемпіонів.
У 2019 році підсилив «Мінськ». Дебютував за столичну команду 11 серпня 2019 року в програному (2:3) виїзному поєдинку 17-го туру Вищої ліги проти мінського «Динамо». Євгеній вийшов на поле в стартовому складі та відіграв увесь матч.